# Jan van Eyck Academie

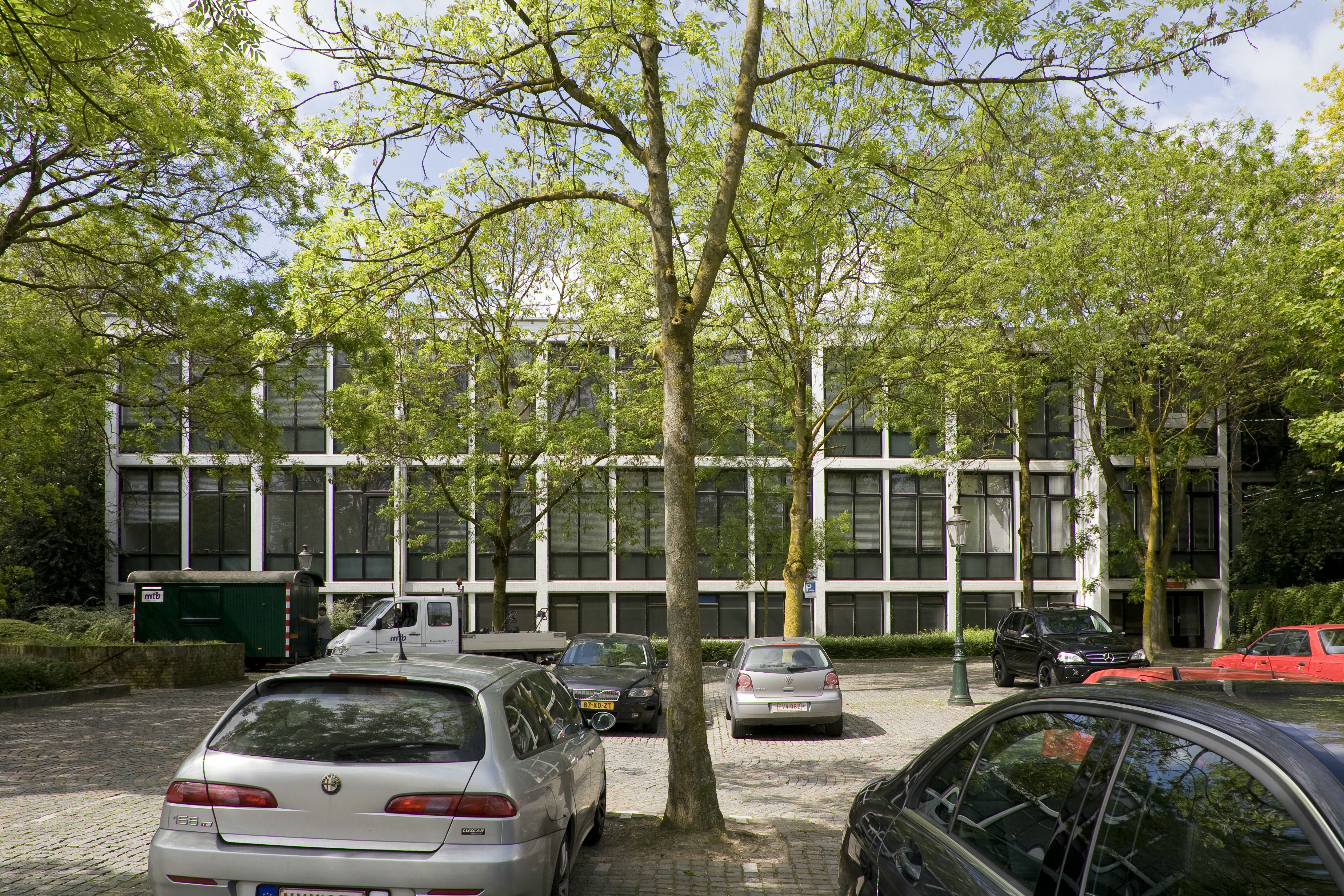
Gebäude der Akademie in Maastricht

Van Eyck – Multiform Institute for Fine Art, Design and Reflection, vormals Jan van Eyck Academie, in Maastricht ist ein postakademisches Institut für bildende Kunst und wurde 1948 gegründet. Dort arbeiten etwa 50 bildende Künstler, Designer, und Theoretiker, die sich mit der Untersuchung und der Produktion auf dem Gebiet der bildenden Kunst und des Design beschäftigen. Das Institut befindet sich in einem Gebäude, welches von dem Architekten Frits Peutz 1959 entworfen wurde und in dem Jeker-Quartier der Maastrichter Innenstadt steht.

## Bekannte Dozenten und/oder ehemalige Studenten
- Mona Hatoum: Lehrauftrag 1992–1997
- Ruud Kuijer
- Dietmar Momm
- Suchan Kinoshita
- Anton van Duinkerken
- Bjarne Melgaard
- Andreas Köpnick
- Frans Nols
- Helga Paetzold
- Gregory Maass
- Frans Griesenbrock
- Elsa Stansfield
- Andrew Blauvelt
- Jan F. Geusebroek
- Lorraine Wild
- Alewtyna Kachidse

## Abbildungen

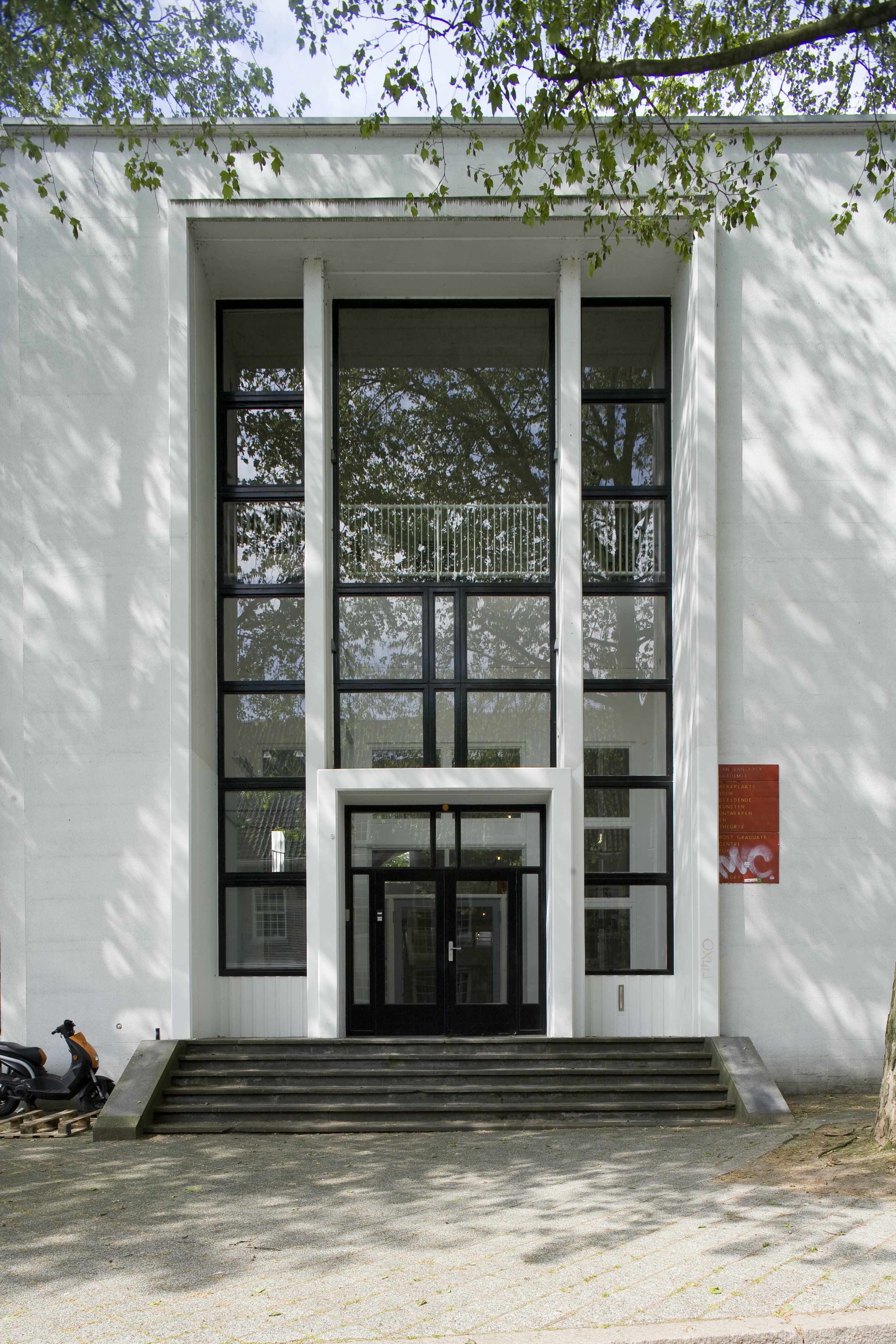
Haupteingang am Academieplein
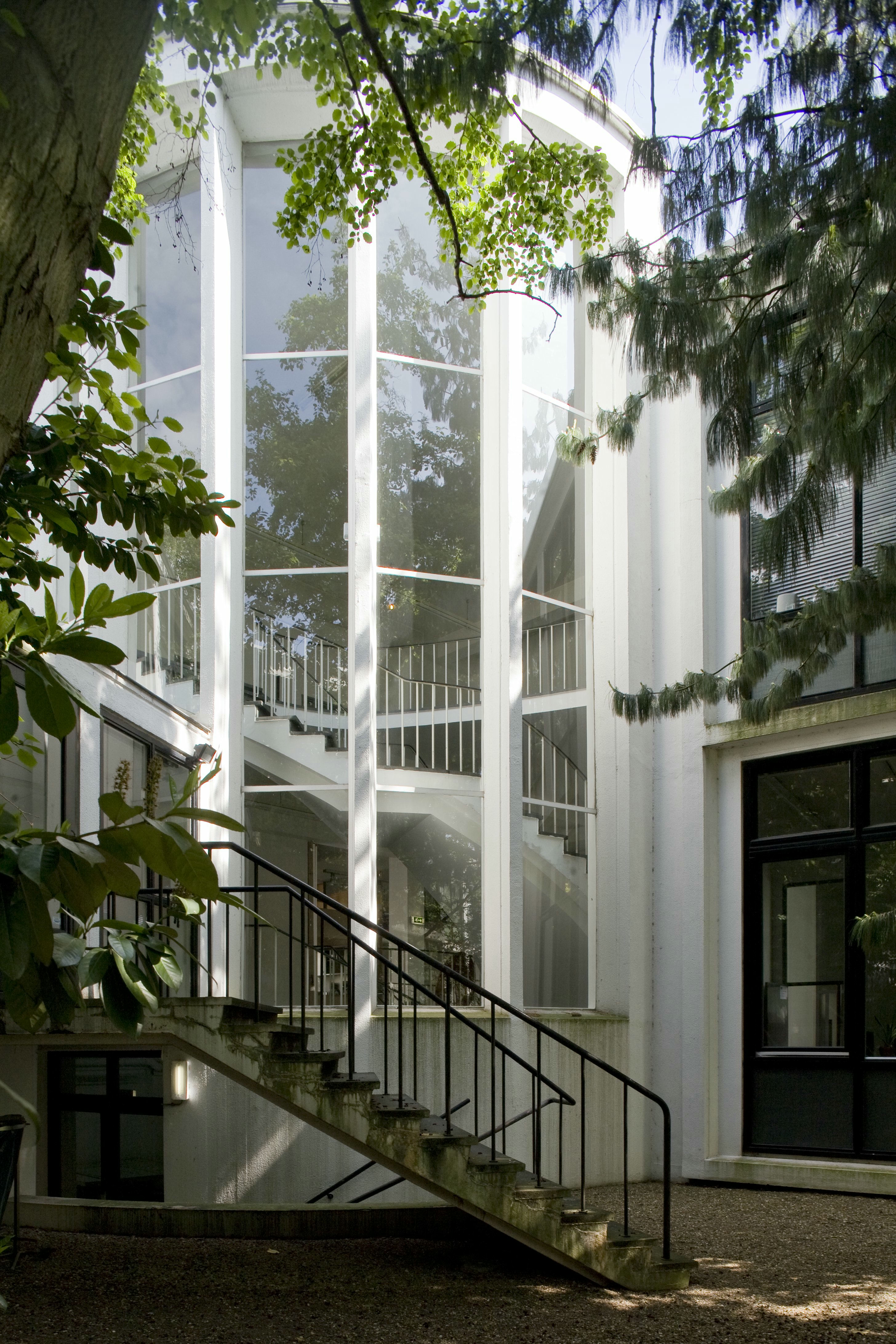
Seiteneingang Innenhof
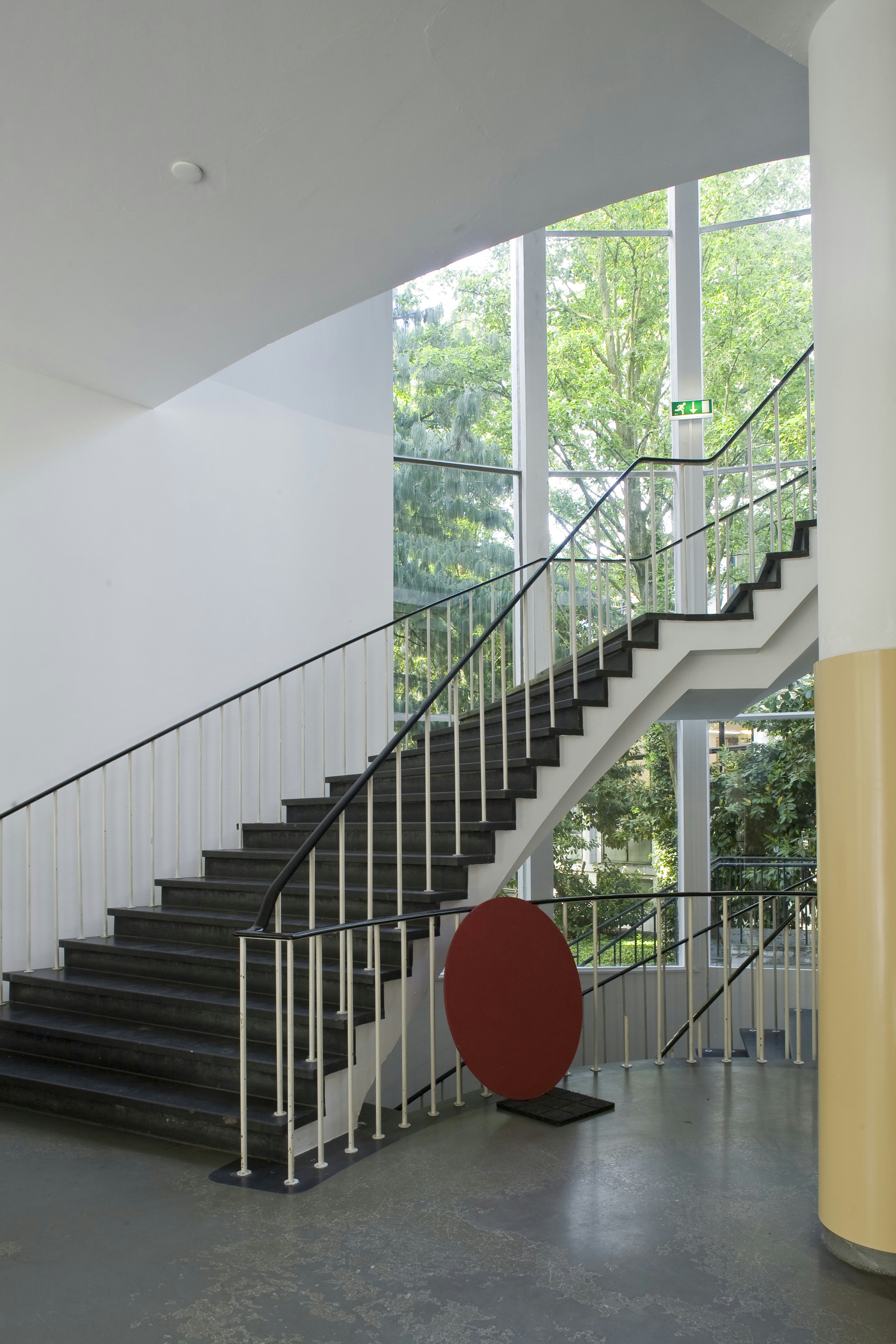
Treppenhaus
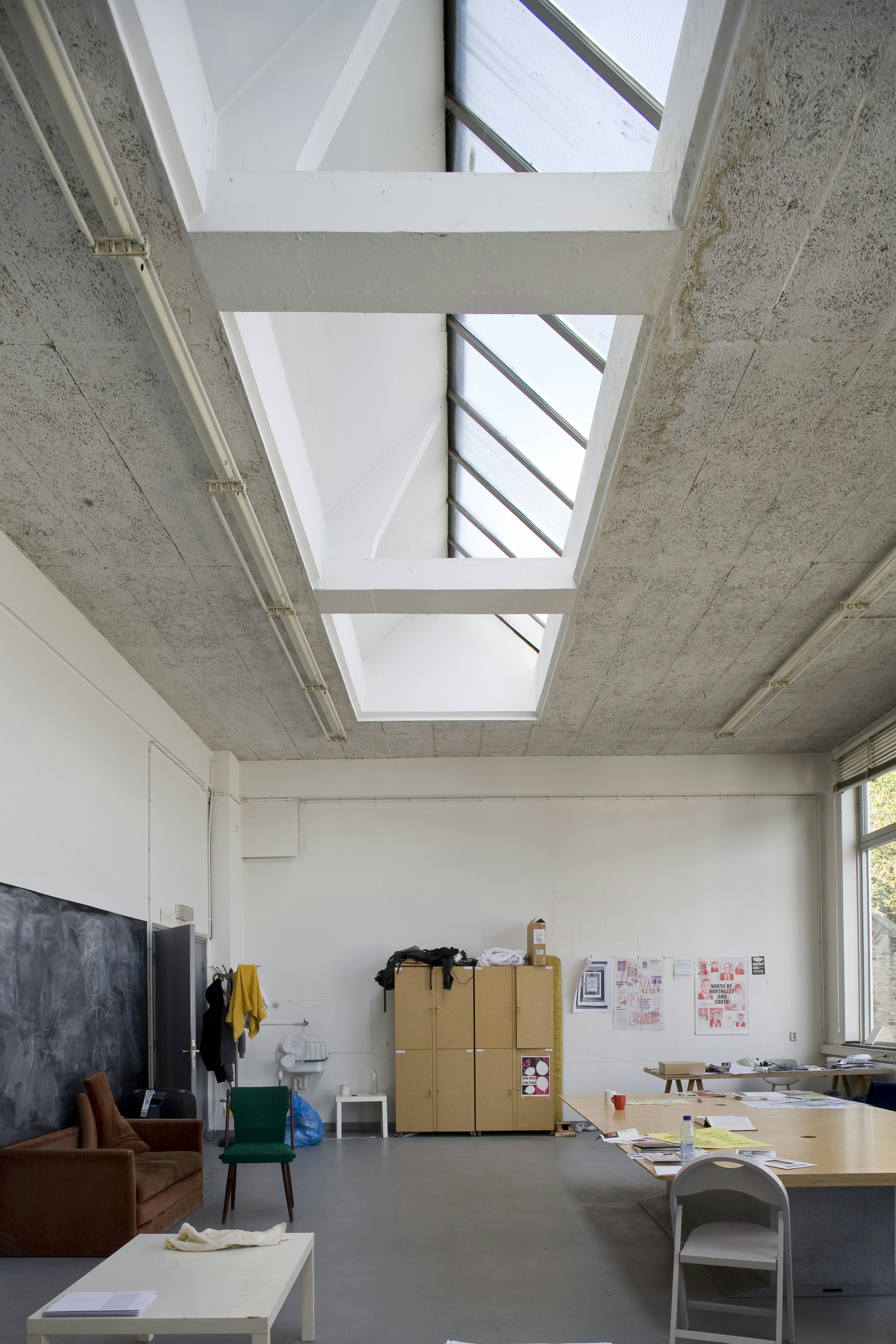
Arbeitsraum